# Paectes
Paectes é um gênero de traça pertencente à família Arctiidae.